# 制多部
制多部（梵語：、Caityaśaila；巴利語：Cetiya-vada），又稱制多山部，《十八部論》譯為支提加部，《部執異論》譯為支提山部，大眾部的分支之一。北傳佛教傳說其為大天比丘所創，因而也稱為摩訶提婆部。此部派流傳於南印度安達羅國，故而南傳佛教又稱此派及其支派為案達羅派。

## 名稱
制多是指印度宗教的靈廟、神龕、塔堂。在佛教中特別用來指窣堵坡。
阿育王興建的桑吉大窣堵坡據說和制多部有聯繫。制多部亦和昌盛於公元三、四世紀的阿馬拉瓦蒂大窣堵坡（Maha-cetiya）有關。

## 歷史
唐朝玄奘譯《異部宗輪論》記載，在佛陀入滅兩百年後，又有一位大天曾是外道，於大眾部中出家，他也被稱為「賊住大天」，他重新宣揚大天五事學說，導致諍論和部派分裂。他居住在制多山（巴 Cetiyagiri、梵 Caityagiri、Caityaśaila，此山由諸多「制多」得名）中，因此他的部派被稱為制多部。在此前姚秦失譯的《十八部論》和陳朝真諦譯《部執異論》中，只有這一位大天，佛滅百年後提出五事導致根本分裂的是三比丘或外道。
《異部宗輪論》稱因大天五事之諍論而從制多部又分裂出西山住部（梵語：Aparaśaila；巴利語：Aparaseliya）、北山住部（梵語：Uttaraśaila）兩個支派。
清辨的《異部宗精釋》、覺音的《論事註》稱制多部（案達羅派）共有東山住部（梵語：Pūrvaśaila；巴利語：Pubbaseliyā）、西山住部、王山住部（巴利語：Rājagiriyā）以及義成部（巴利語：Siddhatthikā）。

## 學說
制多部反對法藏部和說一切有部所宣說的興建窣堵波獲得大果。《異部宗輪論》記載：
|  | 制多山部。西山住部。北山住部。如是三部本宗同義。謂諸菩薩不脫惡趣。於窣堵波興供養業，不得大果。 有阿羅漢為餘所誘，此等五事及餘義門。所執多同大眾部說。 |

赤銅鍱部《論事》記載了大天五事的五事，但未提及大天這個人物，在覺音對《論事》的註釋中，稱東山住部完全支持五事，西山住部支持五事中二事。

## 現在考證
《異部宗輪論》稱因大天五事之諍論而從制多部又分裂出西山住部、北山住部兩個支派。既因大天五事而分裂成三部，大天五事就不可視為分裂後的三部的本宗同義。
呂澂認為法藏部與制多部就大天五事而產生的分裂，是在化地部與犢子部分裂之後，佛教的第三次上座與大眾分裂。